# Nîjnie Vîsoțke, Turka
Nîjnie Vîsoțke (în ucraineană Нижнє Висоцьке) este localitatea de reședință a comunei Nîjnie Vîsoțke din raionul Turka, regiunea Liov, Ucraina.

## Demografie
Componența lingvistică a localității Nîjnie Vîsoțke
     Ucraineană (100%)
Conform recensământului din 2001, toată populația localității Nîjnie Vîsoțke era vorbitoare de ucraineană (100%).